# Chūko sanjūrokkasen
Le chūko sanjūrokkasen (中古三十六歌仙) est un groupe de poètes exceptionnels, choisis par Fujiwara no Norikane dans une « compétition des poètes immortels » (kasen). « Moyen Âge » (中古, chūko) se rapporte ici à l'époque de Heian.
1. Sei Shōnagon (清少納言)
2. Izumi Shikibu (和泉式部)
3. Sagami (相模)
4. Egyō (恵慶法師)
5. Akazome Emon (赤染衛門)
6. Fujiwara no Michinobu (藤原道信)
7. Nōin(能因法師)
8. Taira no Sadafumi (平貞文)
9. Kiyohara no Fukayabu (清原深養父)
10. Uma no Naishi (馬内侍)
11. Fujiwara no Yoshitaka (藤原義孝)
12. Ōe no Chisato (大江千里)
13. Fujiwara no Sadayori (藤原定頼)
14. Jōtō Mon In no Chūjō (上東門院中将)
15. Murasaki Shikibu (紫式部)
16. Fujiwara no Michitsuna no Haha (道綱卿母)
17. Fujiwara no Nagatō (藤原長能)
18. Ariwara no Muneyana (在原棟梁)
19. Fujiwara no Michimasa (藤原道雅)
20. Kanemi-ō (兼覧王)
21. Ise no Taifu (伊勢大輔)
22. Sone no Yoshitada(曾禰好忠)
23. Funya no Yasuhide (文屋康秀)
24. Fujiwara no Tadafusa (藤原忠房)
25. Sugawara no Sukeaki(菅原輔昭)
26. Ōe no Masahira (大江匡衡)
27. Anpō (安法法師)
28. Ōe no Yoshitoki (大江嘉言)
29. Minamoto no Michinari (源道済)
30. Dōmyō (道命阿闍梨)
31. Zōki (増基法師)
32. Ariwara no Motokata (在原元方)
33. Fujiwara no Sanekata (藤原実方)
34. Fujiwara no Kintō (藤原公任)
35. Ōnakatomi no Sukechika (大中臣輔親)
36. Fujiwara no Takatō (藤原高遠)